# Yidnekachew Beyene
Pour les articles homonymes, voir Beyene.
 (avril 2018).
Yidnekachew Beyene, né le 31 octobre 1989, est un footballeur international éthiopien qui évolue au poste de gardien de but pour le club du Defence Force.

## Biographie

### Carrière internationale
En janvier 2014, l'entraîneur Yohannes Sahle l'invite à faire partie de l'équipe d'Éthiopie pour le championnat d'Afrique des nations 2016. L'équipe est éliminée lors de la phase de groupe, après avoir fait match nul contre le Cameroun, et après avoir perdu contre l'Angola et la République démocratique du Congo.